# Markus André Kaasa
Markus André Kaasa (Norvégia, 1997. július 15. –) norvég korosztályos válogatott labdarúgó, a Molde középpályása.

## Pályafutása

### Klubcsapatokban
Kaasa Norvégiában született. Az ifjúsági pályafutását a Hei csapatában kezdte, majd az Odd akadémiájánál folytatta.
2017-ben mutatkozott be az Odd első osztályban szereplő felnőtt keretében. 2022. január 18-án négyéves szerződést kötött a Molde együttesével. Először a 2022. április 2-ai, Vålerenga ellen 1–0-ra megnyert mérkőzés 82. percében, Datro Fofana cseréjeként lépett pályára. Első gólját 2022. április 10-én, a Strømsgodset ellen idegenben 3–1-es győzelemmel zárult találkozón szerezte meg.

### A válogatottban
Kaasa az U15-ös és az U16-os korosztályú válogatottakban is képviselte Norvégiát.

## Statisztikák
2022. november 6. szerint
| Klub     | Szezon   | Osztály     | Bajnokság | Bajnokság | Kupa  | Kupa | Nemzetközi | Nemzetközi | Összesen | Összesen |
| Klub     | Szezon   | Osztály     | Meccs     | Gól       | Meccs | Gól  | Meccs      | Gól        | Meccs    | Gól      |
| -------- | -------- | ----------- | --------- | --------- | ----- | ---- | ---------- | ---------- | -------- | -------- |
| Odd      | 2017     | Eliteserien | 1         | 0         | 0     | 0    | —          | —          | 1        | 0        |
| Odd      | 2018     | Eliteserien | 18        | 1         | 4     | 0    | —          | —          | 22       | 1        |
| Odd      | 2019     | Eliteserien | 22        | 2         | 4     | 0    | —          | —          | 26       | 2        |
| Odd      | 2020     | Eliteserien | 29        | 2         | —     | —    | —          | —          | 29       | 2        |
| Odd      | 2021     | Eliteserien | 30        | 2         | 0     | 0    | —          | —          | 30       | 2        |
| Odd      | Összesen | Összesen    | 100       | 7         | 8     | 0    | 0          | 0          | 108      | 7        |
| Molde    | 2022     | Eliteserien | 25        | 9         | 5     | 0    | 8          | 2          | 38       | 11       |
| Összesen | Összesen | Összesen    | 125       | 16        | 13    | 0    | 8          | 2          | 146      | 18       |

## Sikerei, díjai
Molde
- Eliteserien
  - Bajnok (1): 2022

- Norvég kupa
  - Győztes (1): 2021–22